# 3806 Tremaine
3806 Tremaine este un asteroid din centura principală, descoperit pe 1 martie 1981 de Schelte Bus.